# Thil (Ain)
Thil – miejscowość i gmina we Francji, w regionie Owernia-Rodan-Alpy, w departamencie Ain.

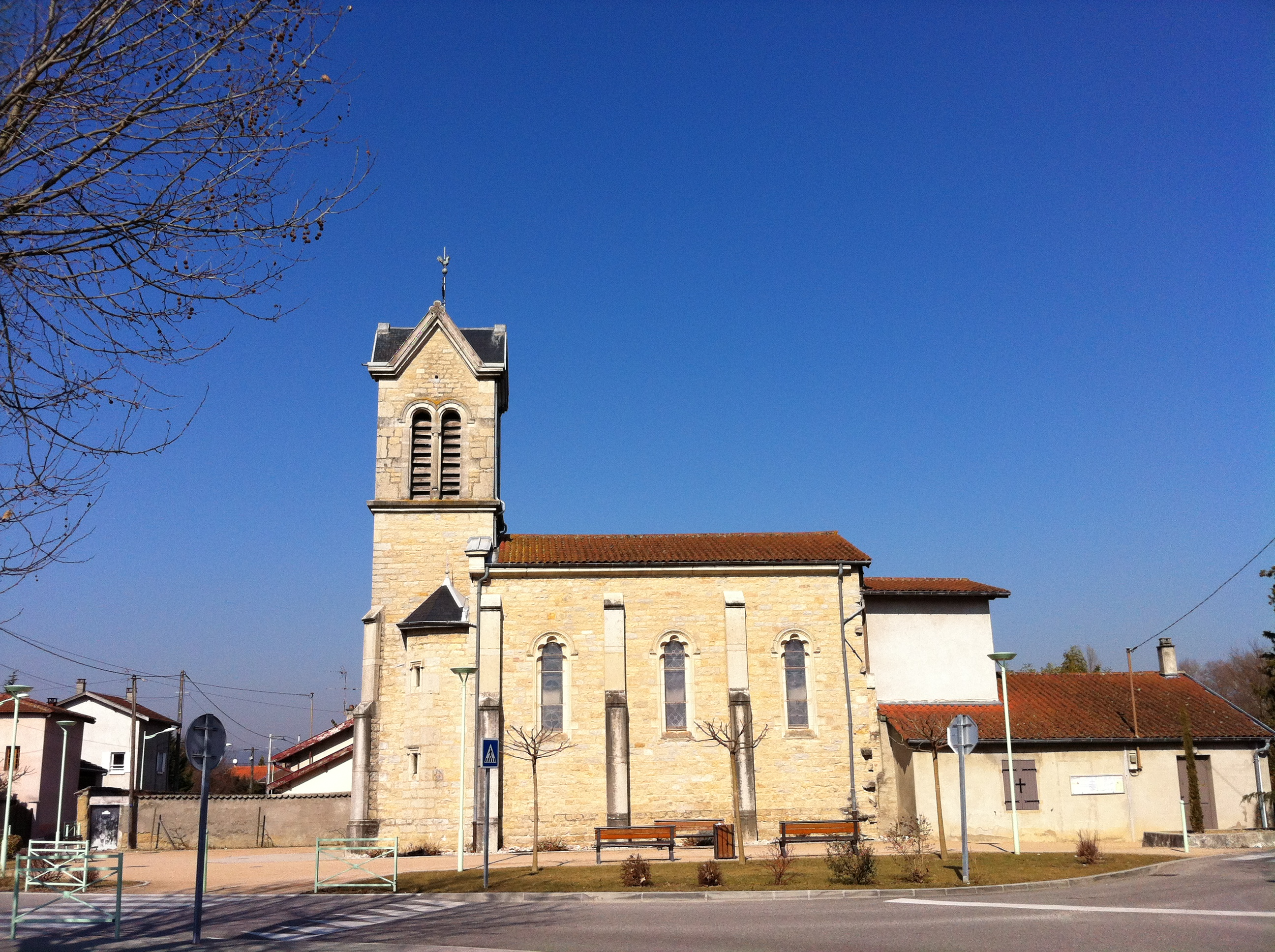
Kościół św. Florencjusza (2012 r.)

## Demografia
Według danych na styczeń 2012 roku gminę zamieszkiwało 1059 osób, a gęstość zaludnienia wynosiła 205,6 osób/km².